# ミツヅノコノハガエル
ミツヅノコノハガエル（三角木葉蛙、Megophrys nasuta）は、両生綱無尾目コノハガエル科（スキアシガエル科とする説もある。）コノハガエル属に分類されるカエル。別名ナスタコノハガエル。

## 分布
インドネシア（スマトラ島、ボルネオ島）、シンガポール、マレーシア

## 形態
体長7-14cmと属内でも大型。。オスよりもメスの方が大型になる。吻端と眼の上に突起があり角のように見えることが和名の由来。この突起は属内でも鋭く突出する。
コノハガエルの名前の通り上から見ると木の葉のように見える。体色には変異があり褐色や赤褐色、黄褐色、灰色と個体により変異がある。
幼生は水面に浮いた有機質を食べるため、漏斗のような形状の口器を持つ。
以前はヤマコノハガエルの亜種とされていたが、近年では独立種とする説が有力。

## 生態
森林の林床に生息する。夜行性で昼間は落ち葉に紛れてじっとしている。鳴き声は大きい。
食性は肉食性で昆虫類、節足動物、陸棲の貝類、ミミズ等を食べる。獲物を待ち伏せ、獲物が目の前を通りかかると長い舌を使って捕食する。
擬態に自信があるのか近づいても逃げない。
繁殖形態は卵生で、流れのない渓流の石や流木の下に卵を産む。

## Status
LEAST CONCERN (IUCN Red List Ver. 3.1 (2001))

## 人間との関係
特徴的な形態から擬態の好例として図鑑やTV等で紹介されることがある。
ペット用に流通するが、以前は輸送時に吻端や眼の上の突起を擦りむいてしまいそこから細菌が侵入し感染症を引き起こしてしまうことが多く飼育難易度が高かった。現在では輸送技術の向上により、容易ではないにせよ以前よりは飼育しやすくなっていると思われる。